# 李繼寧
李繼寧，唐朝末年将领，李茂贞的义子，派他帮助东川节度使顾彦晖防守梓州（今四川省三台县）。
西川节度使王建与凤翔节度使李茂贞争夺四川北部和陕西南部。乾宁四年（897年）六月十九癸亥日，王建攻克梓州南寨，抓获南寨将领李继宁。六月二十二丙寅日，唐昭宗派出的宣谕使李洵到达梓州，六月二十五己巳日，李洵在张杷砦会晤王建，王建指着手拿旗帜的人说：“攻打东川是军中士兵的意意，不能强夺。”